# M26手榴彈
M26手榴彈是一款美國製造的破片式手榴彈。

## 概述
M26破片式手榴彈由美國軍方開發而成，大約於1952年進入美軍服役，並在韓戰中廣泛使用。它獨特的檸檬狀外形使它獲得「檸檬手榴彈」的綽號（與蘇聯F-1手榴彈以及Mk 2「鳳梨」手榴彈一樣都有著相似的綽號）。
M26破片爆炸的強度由一副纏繞於整個手榴彈本體內的預刻破片線圈所增強。 這副線圈在原版的M26上是圓形剖面環繞於彈體的，但在衍生型M26A1以及後續型號中則是方形剖面環繞的。
M26手榴彈在運送時會被儲存於兩個部分，各裝載於一個圓柱體纖維板製的運送容器中。

## 歷史
M26是以對Mk 2手榴彈的研究為基礎開發而來的。與Mk 2不同的是，M26所使用的M204A1引信在點燃時不會釋放醒目的煙霧或火花，而且它的火藥串在燃燒時幾乎沒有聲音。M26內填充的B炸藥被認為比Mk 2內所填充的顆粒狀TNT來的安全。
M26系列手榴彈於第二次世界大戰後被發展出來，用以改進Mk 2手榴彈的缺點。原版的M26在韓戰中取代了Mk 2，成為陸軍的制式手榴彈。然而，由於Mk 2在二戰中被大量製造出來，戰爭結束後依然有大量庫存的Mk 2。因此，美國陸軍以及美國海軍陸戰隊於1960年代依然有限度的發配Mk 2手榴彈，而美國海軍則至1970年代還依然使用Mk 2。M26的後繼型號M26A1／M61則是美軍於越戰中主要使用的破片手榴彈。
M26系列手榴彈（M26／M61／M57）於越戰結束時被M33系列手榴彈（M33／M67）取代。

## 型號

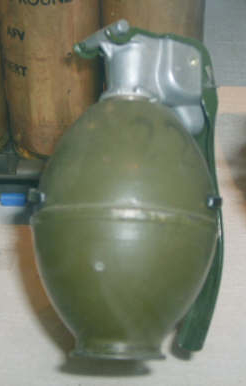
英國的L2-A2破片手榴彈。

### M26A1
M26A1是擁有新型方型破片線圈的M26，M26使用的是圓形破片線圈。M26A1同時也擁有加深的鋸齒以增強破片威力。M26A1的引信上還增加了一個特屈兒爆破助推器用以完全點燃其內填充的炸藥，並使用了更為先進的M204A2引信。

### M26A2
M26A2是修改M26A1以安裝M217衝擊引信的版本。M26A2比M26A1更胖一些，並有一個被漆成紅色的安全握把，其上有「Impact」（意為衝擊）字樣。

### M30
M30是M26手榴彈的訓練用版本。它的橢圓形彈體由兩片鑄鐵構成，並裝有一個塑膠製安全塞。M30上印有產品代號「RFX55」；該代號原本是一款實驗手榴彈的開發代號，但從來沒有進入量產。M30內填充了21格令的黑火藥，並使用了M10A3／M10A4或M204A1／M204A2等不同系列的引信。它的彈體被漆成淡藍色，並有一條棕色束帶橫貫其中。當手榴彈引爆時，剩餘的高壓會將安全塞彈出，並釋放一陣燃燒填充火藥所產生的煙霧。

### M61
M61是在M26A1的安全握把上裝有一種被暱稱為「叢林夾」的附加安全裝置的版本。這個設計是為了避免安全握把因安全插銷被意外拔除而彈開，從而造成手榴彈走火。由於在叢林中，手榴彈的安全插銷經常會被叢林植物的支幹勾到，而造成手榴彈意外引爆，因此這個設計增加了一定的安全性。
一般而言，最常攜帶手榴彈的方式是將它們掛在彈藥袋上。士兵們也經常會將手榴彈的安全握把當作掛勾，並掛在自己的身上，雖然美軍曾針對這種作法表示「官方政策認為這麼做是不安全的」。

### M62
M62是M26A1以及M61的訓練用版本，但擁有一個5/8英吋的較大引信。M62內裝填了37.5格令的黑火藥，並使用M228引信。它的彈體以及安全握把被漆成藍色以辨識為訓練用彈，並裝有與M61一樣的「叢林夾」安全裝置。

### M50
M50是M30訓練用手榴彈的「爆炸」版本。M50的安全塞被封死，使用M204A1引信，並以高爆B炸藥取代安全性較高的黑火藥。這使軍方可以在更安全的狀況下以接近實戰用的手榴彈訓練新兵，因為M50沒有安裝M26使用的破片線圈，因此不具備破片功能，爆破範圍也比較小。由於使用老舊的M30彈體為製造基礎，M50也替軍方消耗了許多過時的物資。

### M56
M56是安裝5/8英吋引信的M26A1。它使用M215引信（引爆延遲約4至5秒），並擁有與M61一樣的「叢林夾」安全裝置。M215引信與M33手榴彈使用的M213引信類似，但M215呈圓弧狀，而M213引信則是彎曲的長條狀。

### M57
M57是在M26A2的安全握把上裝有「叢林夾」安全裝置的版本。

### L2 （英國）
L2系列手榴彈是英國版本的M26手榴彈；它使用了引爆延遲4.4秒的引信。L2類似於早期的M26（但L2使用M25系列引信）。L2A1類似於改良後的M26A1，而L2A2則是L2A1的衍生型，主要改變在於為了大規模量產而重新設計過的引信。
L3系列手榴彈（淺藍色的彈體並填充黑色火藥）是L2手榴彈的訓練用衍生型。
L4系列手榴彈（深黑色彈體，無填充火藥，以及無作用的引信）是無裝藥的演習用衍生型。

## 使用者
- - 澳洲國防軍：採用M26，但目前大多已被F1手榴彈取代。[5]
- 巴西
- 加拿大
  - 加拿大軍隊：採用M61手榴彈，但不久後便被C13手榴彈取代（加拿大版本的M67手榴彈）[6]。
- 哥伦比亚
- - 朝鮮人民軍特種部隊：打扮成韓國士兵時使用的裝備。[7]
- 衣索比亞
- 英屬香港：前使用者。
  - 駐港英軍
  - 香港軍事服務團
  - 皇家香港警察特別任務連
- 以色列
  - 以色列國防軍：M26A2命名為“M26”，至今依然服役。[8]2012年，以色列軍方在該款手榴彈加裝了一個改良安全引信，以確保在安全插銷未被拔除且安全握把未完全彈開前，手榴彈不會爆炸。[9]
- 日本
  - 日本自衛隊：現役
- 巴基斯坦
  - 巴基斯坦軍隊[4]
- 葡萄牙
  - 葡萄牙武裝部隊：採用M26A1，並以M312的型號進入量產。[10]
- 南非：
  - 南非國防軍：使用自行生產的M963，一款以葡萄牙製的M312為基礎開發而成的衍生型號。[11]
- 越南共和国：前使用者。
  - 越南共和國軍：越戰期間獲得大量美國援助的M26。即使在美軍採用M26A1/M61以及M33/M67等型號後，南越依然持續裝備M26。[12]
- 乌克兰：2022年俄羅斯入侵烏克蘭期間獲葡萄牙軍援。
- 英国
  - 英國武裝部隊：L2系列手榴彈取代了M36米爾斯手榴彈進入英軍服役。目前已被L109手榴彈所取代。[13]
- 美国
  - 美國武裝部隊：M26手榴彈於韓戰期間投入服役。越戰初期，M26的配給十分有限，並很快被M26A1/M61、M26A2/M57，以及M33/M67等較新的型號取代。[12]

## 外部連結
- Pictures of the M26 （页面存档备份，存于）
- Overview of the M61 （页面存档备份，存于）
- Picture of the M26A2
- Accidental M26 hand grenade blast injuries in the Transkei region of South Africa: A case report （页面存档备份，存于） - (WARNING: graphic content)